# Вагенштайгбах
Вагенштайгбах (нем. Wagensteigbach) — река в Германии, протекает по земле Баден-Вюртемберг; является притоком Драйзама. Длина реки — 17,4 км; площадь водосборного бассейна — 71,7 км².
Название реки, происходит от исторической общины Вагенштайг (Вагенштайге; сегодня — район коммуны Бухенбах), рядом с которым средневековые повозки пересекали Шварцвальд.
От реки Вагенштайгбах отделяется крупный канал «Гевербеканал», который несёт воду к системе каналов города Фрайбург-им-Брайсгау.